# 광주 화정 아이파크
광주 화정 아이파크(영어: Gwangju Hwajeong IPARK)는 대한민국 광주광역시 서구 화정동에 위치한 주상복합 단지다.

## 같이 보기
- 광주광역시의 마천루 목록